# Uranosphaerite
La uranosphaerite è un minerale.